# Jingzhong
Jingzhong (kinesiska: 敬仲镇, 敬仲) är en köping i Kina. Den ligger i provinsen Shandong, i den östra delen av landet, omkring 130 kilometer öster om provinshuvudstaden Jinan. Antalet invånare är 30 935. Befolkningen består av 15 215 kvinnor och 15 720 män. Barn under 15 år utgör 16,0 %, vuxna 15-64 år 70 %, och äldre över 65 år 12,0 %.
Genomsnittlig årsnederbörd är 769 millimeter. Den regnigaste månaden är juli, med i genomsnitt 284 mm nederbörd, och den torraste är januari, med 7 mm nederbörd.